# Lutzomyia cellulana
Lutzomyia cellulana är en tvåvingeart som beskrevs av Young D. G. 1979. Lutzomyia cellulana ingår i släktet Lutzomyia och familjen fjärilsmyggor. Inga underarter finns listade i Catalogue of Life.